# 高根正樹
高根 正樹（たかね まさき、1993年11月2日 - ）は、日本の俳優・アイドル・モーションアクター。茨城県日立市出身。2.5次元俳優として活動歴もあり、元サンリオピューロランド公式アイドル『ピューロボーイズ』のメンバー。ボーイズアイドルグループ「PANBE」としてアイドルとしても活動。グループの楽曲を多数振付構成も手がけ、そのセンスとクリエイティビティには定評があり、振付師としても高い評価を得ている。ニックネームは「まちゃき」「まちゃ」

## 人物
- 元サンリオピューロランド公式アイドル【ピューロボーイズ】のメンバー。約2000人の中から5人のうちの1人に選ばれた。
- 得意ダンスはジャズ・ヒップホップ。[1]
- ニックネームはお母さんが「まちゃ」と呼ぶようになり、それからたくさんの人に呼ばれるようになった。
- 5歳〜15歳まで、神社で神様にお神楽を奉納する郷土芸能をしていた。
- 高校1年まではテニス部だったが、姉のダンススクールの発表会を観に行ったときにヒップホップを踊っている男の人たちを見ていてもたってもいられなくなり、高校2年からダンスを始める。[2]

## 出演

### 舞台
- ザ・オダサク 愛と青春のデカダンス（2014年4月19日 - 29日、神奈川芸術劇場 / 5月2日 - 6日、京都四條南座）[3]
- ミュージカル『テニスの王子様』3rdシーズン - 内村京介 役[4]
  - 青学vs不動峰（2015年2月13日 - 5月17日、TOKYO DOME CITY HALL 他）[5]
  - TEAM Live FUDOMINE（2015年7月29日 - 8月9日、AiiA 2.5 Theater Tokyo 他）[6]
  - 青学vs聖ルドルフ（2015年9月5日 - 11月3日、TOKYO DOME CITY HALL 他）[7]
  - Dream Live 2016（2016年5月13日 -　21日、パシフィコ横浜 国立大ホール 他）[8]
  - 秋の大運動会 2019（2019年10月8日 - 9日、横浜アリーナ）[9]
  - Thank-you Festival 2020（2020年2月26日、カルッツかわさき ホール）[10][11]
- ちっちゃな英雄（2015年11月16日 - 2016年6月21日、サンリオピューロランド内　1階フェアリーランドシアター） - ブックス 役
- WBB vol.10.5『リバースヒストリカ2016』（2016年7月27日 - 31日、品川プリンスホテル クラブeX） - 津田 / 真田幸村 役[12]
- SOLID STAR プロデュース Vol.8『主人がオオアリクイに殺されて1年が過ぎました。』（作：山崎洋平/演出：白柳力、2016年10月5日 - 10日、俳優座劇場） - 中島和男 役[13]
- こちらスーパーうさぎ帝国 第22回公演『スーパー・パニック・プロポーズ!』（作・演出：白柳力、2016年12月8日 - 11日、シアターグリーン BIG TREE THEATER[14]） - 前川秀人 役[15]
- ミュージカル『刀剣乱舞』 - 吾兵 役[16]
  - 〜三百年の子守唄〜（2017年3月4日 - 26日・4月14日 - 23日、AiiA 2.5 Theater Tokyo / 4月1日 - 9日、梅田芸術劇場 メインホール / 5月19日 - 21日、珠海大劇院）[16][17]
  - 〜三百年の子守唄〜2019（2019年1月20日 - 2月3日、天王洲 銀河劇場 / 2月8日 - 11日、サンケイホールブリーゼ / 2月17日 - 3月3日、京都劇場 / 3月15日 - 24日、TOKYO DONE CITY HALL）[18]
  - ～真剣乱舞祭 2017～（2017年12月8日 - 24日、日本武道館 他）[19]
- SOLID STAR プロデュース『MONSTER LIVE！』（オムニバスコント、演出：白柳力、2017年5月30日 - 6月4日、新宿シアターモリエール）[20][21]
- 舞台「夢王国と眠れる100人の王子様 〜Prince Theater〜」（2017年7月21日 - 25日、AiiA 2.5Theater Tokyo） - ドーマウス 役[22]
- ハイパープロジェクション演劇「ハイキュー!!」"進化の夏"」（2017年9月 - 10月、TOKYO DOME CITY HALL 他） - 小見春樹 役[23]
- SOLID STAR プロデュース Vol.13『わが家の最終的解決』（脚本：冨坂友/演出：白柳力、2018年3月28日 - 4月1日、シアターサンモール） - ヨーゼフ 役[24]
- 舞台『Over smile』（2018年9月12日 - 17日、CBGKシブゲキ!!） - ドナルド・ケンタッキー 役[25]
- ミュージカル『ふしぎ遊戯-蒼ノ章-』（2018年10月13日 - 21日、全労済ホール/スペース・ゼロ） - 虚宿 役[26]
- PLAN CHIME presents VALENTIA 〜a story of Halloween Night〜（2019年10月25日 - 27日、東京キネマ倶楽部） - ファーガス 役※初主演
- WBB vol.16「ミクロワールド・シンフォニア」（2020年1月6日 - 11日、紀伊國屋サザンシアター TAKASHIMAYA）[27]
- PLAN CHIME presents VALENTIA vol.2 〜a story of Halloween Night〜（2020年10月23日 - 25日、東京キネマ倶楽部） - ファーガス 役※主演[28]
- 目指せ！ミュージカル水戸黄門？（2021年12月25日・26日、水戸芸術館）- いずみ　役、青年　役[29]
- 目指せ！ミュージカル水戸黄門？（2022年9月16日 - 18日、水戸芸術館）- いずみ　役、一八　役
- ミュージカル水戸黄門ーヤング光圀、開眼の旅ー（2023年12月21日 - 24日、水戸芸術館）- 佐吉　役、島左近　役

### LIVE
- 「ピューロボーイズ」「ピューロガールズ」お披露目イベント（2022年4月23日、サンリオピューロランドエンターテインメントホール）
- ピューロボーイズ&ピューロガールズ定期公演 inサンリオピューロランド vol.1（2022年7月30日、サンリオピューロランドフェアリーランドシアター）
- ピューロボーイズ&ピューロガールズ定期公演 inサンリオピューロランド vol.2（2022年9月3日、サンリオピューロランドフェアリーランドシアター）
- ピューロボーイズ&ピューロガールズ定期公演 inサンリオピューロランド vol.3（2022年11月19日、サンリオピューロランドフェアリーランドシアター）
- ピューロボーイズ&ピューロガールズ定期公演 inサンリオピューロランド vol.4（2023年1月14日、サンリオピューロランドフェアリーランドシアター）
- Hello Music Festival 2023 in OSAKA（2023年3月11日、GORILLA HALL OSAKA）
- 「ピューロボーイズ」「ピューロガールズ」1stAnniversary LIVE 〜OverGrow 卒業、そして夢のまた先へ〜（2023年4月23日、サンリオピューロランドエンターテインメントホール）
- Hello Music Festival 2024 in TOKYO（2024年2月4日、パルテノン多摩）
- 「PANBE 2nd Anniversary LIVE」（2024年4月23日、渋谷ストリームホール）

### イベント
- MACHALIGHT（2016年10月2日、六本木morph-tokyo）
- MONSTER LIVE！シーズン2（2020年2月14日 - 16日、草月ホール）[30]
- MACHALIGHT vo.2〜birthday event〜（2021年11月27日、スタジオハコス）
- 高根正樹FC限定イベント afternoon tea party（2022年6月18日）
- MACHALIGHT vo.3〜birthday event〜（2022年11月13日、シアターウィング四ツ谷)
- 高根正樹FC限定イベント 開運party （2023年1月28日）
- 高根正樹FC限定イベント 高根正樹とBBQparty （2023年7月9日）
- MACHALIGHT vo.4〜birthday event〜（2023年11月18日、大塚ドリームシアター)
- 高根正樹 NEW！ステージイベント「 卒業、Fly Higher 」（2025年4月19日、大塚ドリームシアター)

### 映像
- シネマ小説アプリpeep「再生回数1000万回いったら×××してあげる」（2020年3月） - 佐藤陽太 役